# The Green Temptation
The Green Temptation è un film muto del 1922 diretto da William Desmond Taylor.
La sceneggiatura si basa su The Noose, un racconto di Constance Lindsay Skinner apparso su Ainslee's nel settembre 1920.

## Trama
A Parigi, Gemelle e Gaspard sono una coppia di apache che si esibisce negli spettacoli di un teatro itinerante: complici di Pitou, il clown, i due distraggono il pubblico mentre il socio deruba gli spettatori. Gemelle, qualche tempo dopo, compie un colpo rubando un famoso smeraldo che appartiene alla duchessa de Chazarin facendosi passare per una danzatrice di nome Coralyn.
Quando scoppia la guerra, Coralyn diventa crocerossina sotto il nome di Joan Parker. Le sofferenze dei soldati e i pericoli dei campi di battaglia provocano un cambiamento nel carattere della ballerina che, per sfuggire all'influenza di Gaspard, parte per l'America insieme a Hugh Duyker, un soldato statunitense. Lì, rifiuta di aiutare l'ex partner che ora si fa passare per il conte Oudry e che vuole rubare un gioiello appartenente alla signora Duyker. Anche se Gemelle cerca di sventare il piano di Gaspard, viene accusata di essere lei la ladra mentre lui fugge con la refurtiva. Sarà ucciso dai detective e Gemelle, scagionata, si riunisce ad Allenby, un inglese che conosce la sua vera identità.

## Produzione
Il film fu prodotto dalla Famous Players-Lasky Corporation.

## Distribuzione
Distribuito dalla Paramount Pictures e dalla Famous Players-Lasky Corporation, uscì nelle sale cinematografiche statunitensi il 2 aprile 1922 dopo essere stato presentato in prima a New York il 18 marzo 1922.